# Peter Gießner
Peter Gießner (* 12. September 1941 in Leipzig; † 12. September 2003) war ein deutscher Fußballspieler. Im Anschluss an seine Spielerlaufbahn war er als Funktionär beim 1. FC Lokomotive Leipzig und beim VfB Leipzig tätig.

## Sportliche Laufbahn

### Clubkarriere
Peter Gießner spielte bis 1963 für den BSG-Chemie-Leipzig-Vorgänger SC Lokomotive Leipzig in der Oberliga als Verteidiger. Dort hatte der KJS-Schüler und gelernte Schlosser nach Stationen bei der BSG Chemie Leipzig und der BSG Chemie Leipzig West aus dem Nachwuchs, dem er seit 1956 angehörte, 1960 den Sprung in die höchsten Spielklasse des DDR-Fußballs geschafft.
Für den 1. FC Lokomotive Leipzig und dessen Vorgänger, die Fußballsektion des SC Leipzig war er zwölf Spielzeiten aktiv – eine davon in der zweitklassigen Liga, in der dem Leipziger Fußballclub 1969/70 der sofortige Wiederaufstieg ins Oberhaus gelang.
Mit den Messestädtern erreichte er im UEFA-Pokal 1973/74 das Halbfinale. Insgesamt 27 Europapokalspiele (1 Tor) bestritt Gießner für den 1. FC Lok und zehn weitere für die Stadtelf Leipzig im Messepokal. 1970 stand er mit seinem Klub im Finale des FDGB-Pokalwettbewerbs, musste sich aber dem FC Vorwärts Berlin (1:4) geschlagen geben und traf dabei ins eigene Netz. 1973 erreichte der 1. FC Lok erneut das Endspiel im nationalen Fußballpokal der DDR, aber Pit Gießner, der in der Oberliga-Runde nur einmal am 1. Spieltag gefehlt hatte, stand aufgrund einer Gelbsperre bei der 2:3-Niederlage gegen den 1. FC Magdeburg nicht auf dem Platz.
Im Dezember 1974 bestritt der 1,86 Meter große Stopper sein 313. und letztes Match in der DDR-Oberliga bei der 1:2-Auswärtsniederlage bei der SG Dynamo Dresden am 12. Spieltag der Saison 1974/75. Nur 31 Spieler wurden in der Geschichte der höchsten Spielklasse des DDR-Fußballs häufiger eingesetzt. Insgesamt war er in „569 Punkt-, Pokal- und internationalen Spielen in den blaugelben Farben“ am Ball.

### Auswahleinsätze
Für die B-Nationalmannschaft der DDR verzeichnete Gießner 1963 zwei Einsätze. In der Nachwuchself des DFV war der SC-Lok-Verteidiger im Jahr zuvor einmal am Ball.
Zwischen November 1959 und Juli 1960 wurde er siebenmal in der Juniorenauswahl aufgeboten, mit der er 1960 beim UEFA-Juniorenturnier in Österreich in der Vorrunde in einer Gruppe mit der DFB-Vertretung am Halbfinaleinzug scheiterte.

## Weiterer Werdegang
Vom 1. März 1975, als Nachfolger Horst Kühns, bis 1990 war der DHfK-Absolvent beim 1. FC Lokomotive Leipzig Klubvorsitzender und von 1998 bis 2002 Sportdirektor bei dessen Nachfolger VfB Leipzig. In seiner ersten Amtszeit fiel der Einzug der Lok-Elf ins Finale des Europapokals der Pokalsieger 1986/87. Gießner war SED-Mitglied und in dieser Rolle unter anderem Delegierter des IX. Parteitages im Mai 1976. Er starb im Alter von 62 Jahren.

## Sonstiges
Peter Gießner war mit einer Volkskammerabgeordneten verheiratet. Das Ehepaar zog Tochter Caren und den älteren Sohn Jens groß.